# Wilhelm Reich

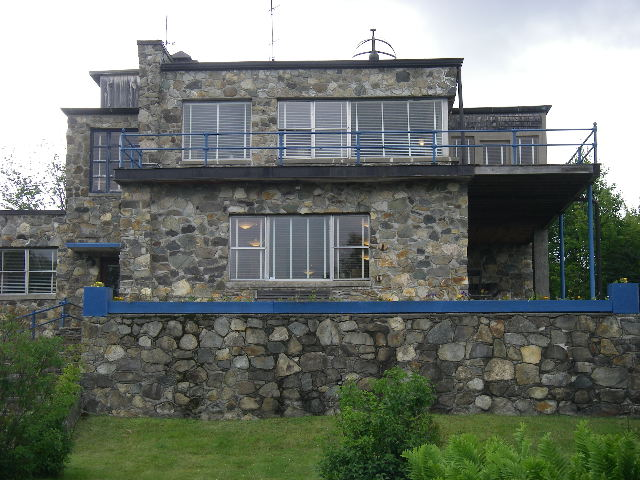
Wilhelm Reichs hem, laboratorium och skola. Nu museum i Rangeley i Maine, USA.

Wilhelm Reich, född 24 mars 1897 i Dobzau  i Galizien (i dåvarande Österrike-Ungern, idag i Ukraina), död 3 november 1957 i fängelset i Lewisburg i Pennsylvania i USA, var en österrikisk-amerikansk psykiater, psykoanalytiker, sexolog och sociolog. Han var lärjunge till Sigmund Freud, och hans böcker blev föremål för bokbål i flera länder.

## Liv och verk
Wilhelm Reich var lärjunge till Sigmund Freud, och pionjär inom kroppspsykoanalys. Reich skrev brett om samhället och samtiden. Ett verk handlar till exempel om fascismens psykologiska orsaker. Men främst känd är Reich för sina studier av förhållandet mellan sexualitet och personlighet eller karaktär. Som psykoanalytisk teoretiker bidrog Reich tidigt bland annat med sin karaktärsanalys. 1927 blev han medlem av Österrikes kommunistiska parti; han uteslöts ur partiet 1934. 

### Verksamhet i exil
1933 flydde Reich tillsammans med sin fru undan nazisterna från Berlin till Wien. Därifrån emigrerade han till Danmark. Hans böcker om "orgasmens funktion" och "fascismens masspsykologi" brändes under de landsomfattande bokbålen i Nazityskland samma år. 1934 förlorade han sitt uppehållstillstånd i Danmark och fortsatte sin flykt till Norge. I augusti 1939, strax före krigsutbrottet, flyttade Reich över sitt forskningslaboratorium till New York.
Senare i livet sägs Reich ha drabbats av paranoid schizofreni. Under denna period utvecklade han en egen teori kring något han kallade orgonenergi och orgoner. Dessa tänktes vara universella förlängningar av sexualdriften och utgjorde en grundläggande princip i universum. Reich påstås ha hävdat att dessa orgoner rentav var drivkraften hos UFO:n. För behandling mot impotens konstruerade han även speciella orgonlådor, i vilka en person i vila kunde reflektera tillbaka de orgoner som annars strömmade ut ur kroppen. Försäljningen av orgonlådor ledde till att han dömdes upprepade gånger för kvacksalveri i USA.
Reichiansk terapi är en alternativmedicinsk behandlingsform även i Sverige.

### Senare år och eftermäle
Som en följd av en fällande dom för kvacksalveri 1956 brändes vid två tillfällen Wilhelm Reichs böcker om sexologi, under överinseende av Food and Drug Administration i New York. Detta inkluderade böckerna Den sexuella revolutionen och Fascismens masspsykologi. Totalt upp til 6 ton böcker brändes upp.
Dušan Makavejevs film W.R. – Kroppens mysterier (1971) tog upp förhållandet mellan kommunismen, sexualiteten och Reich. Robert Anton Wilson satte 1985 upp sin teaterpjäs Wilhelm Reich in Hell på Edmund Burke Theatre i Dublin.

## Verk